# Callicarpa saccata
Callicarpa saccata là một loài thực vật có hoa trong họ Hoa môi. Loài này được Steenis mô tả khoa học đầu tiên năm 1967.